# Spitzflügel-Graseule

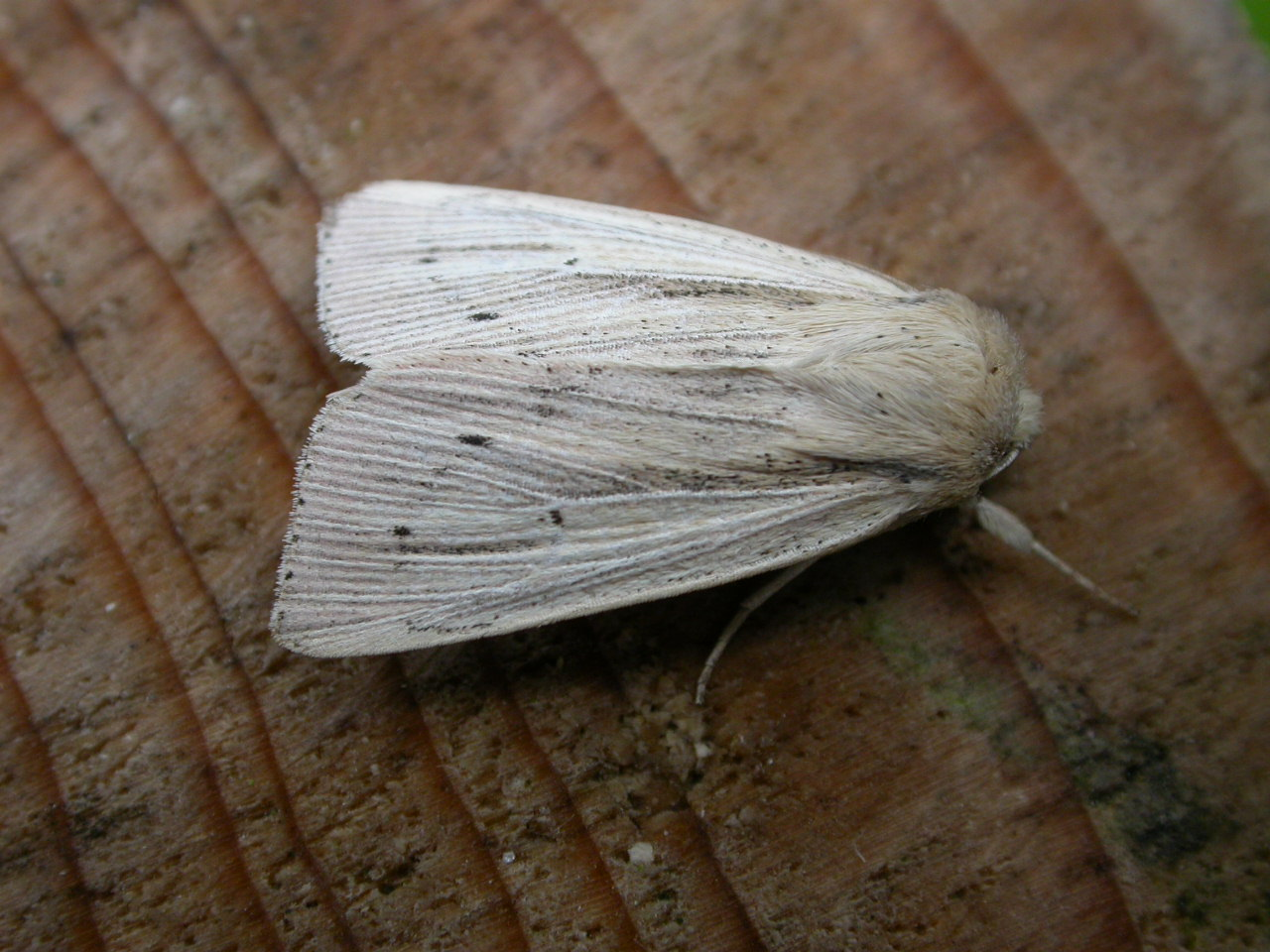
Spitzflügel-Graseule in Ruhestellung

Die Spitzflügel-Graseule (Mythimna straminea), zuweilen auch als Uferschilf-Weißadereule oder Rötlichgelbe Schilfgraseule bezeichnet, ist ein Schmetterling (Nachtfalter) aus der Familie der Eulenfalter (Noctuidae).

## Beschreibung

### Falter
Die Flügelspannweite der Falter beträgt 30 bis 35 Millimeter. Die Farbe der Vorderflügeloberseite variiert von hell rotbraun über gelbrot bis zu ockerfarben. Der Apex ist spitz. Die äußere Querlinie ist lediglich durch wenige schwarze Punkte angedeutet. Die Adern sind weißlich und dunkel eingefasst. Die Nierenmakel ist zu einem kleinen schwarzen Punkt reduziert, Zapfen- und Ringmakel fehlen. An der Saumlinie befindet sich eine Reihe sehr kleiner schwarzer Punkte. Von der weißlichen bis hellgrauen Hinterflügeloberseite hebt sich eine dunkle Punktreihe ab, die auch auf der Hinterflügelunterseite deutlich durchscheint und die die Art von anderen Mythimna- und Leucania-Arten unterscheidet.

### Ei
Das kugelige Ei besitzt eine stark abgeplattete Basis. Es hat eine rötlich gelbe Farbe und die Oberfläche ist deutlich genetzt.

### Raupe
Ausgewachsene Raupen haben eine schmutzig gelbe Grundfärbung. Sie zeigen eine dünne, weiße Rückenlinie, zahlreiche leicht gewellte helle und dunkle Längslinien sowie einen hellen Seitenstreifen. Die weißen Stigmen sind schwarz umrandet.

### Puppe
Am Kremaster der braunen Puppe befinden sich vier Dornen, die bei den Männchen länger sind als bei den Weibchen.

## Verbreitung und Lebensraum
Die Spitzflügel-Graseule ist in Süd- und Mitteleuropa lokal verbreitet. Die südöstliche Ausdehnung erstreckt sich durch Teile Asiens bis zur Mongolei. Sie kommt auch in Marokko und dem Libanon vor. Die Art besiedelt bevorzugt Ufergebiete von Flüssen, Seen und Mooren.

## Lebensweise
Die Falter fliegen im nördlichen Verbreitungsgebiet in einer Generation, im Süden auch in einer zweiten, weniger zahlreichen Generation im Jahr, die zwischen Juni und August bzw. im September und Oktober anzutreffen sind. Sie sind nachtaktiv, fliegen künstliche Lichtquellen an, besuchen Köder und wurden auch an Schnabel-Segge (Carex rostrata) saugend beobachtet. Nahrungspflanzen der ab August erscheinenden Raupen sind die Blätter von Schilfrohr (Phragmites australis) und Schlank-Segge (Carex acuta). Die halberwachsenen Raupen überwintern bevorzugt in Schilfrohrstoppeln, in denen sie sich im Mai auch verpuppen.

## Gefährdung
Die Spitzflügel-Graseule kommt in allen deutschen Bundesländern lokal vor, ist jedoch gebietsweise wegen Vernichtung von Schilfbeständen und Trockenlegungen im Rückgang begriffen und wird deshalb in der Roten Liste gefährdeter Arten auf der „Vorwarnliste“ geführt.